# Nocturne (álbum de Siouxsie and the Banshees)
Nocturne es un doble álbum en directo de la banda británica de post-punk Siouxsie And The Banshees, lanzado originalmente en 1983 y remasterizado y reeditado en 2009. Esta versión contiene actuaciones grabadas de dos actuaciones en el Royal Albert Hall el 30 de septiembre y el 1 de octubre de 1983, con la colaboración de Robert Smith (de The Cure) como guitarrista.
La mayoría de las canciones son de los discos Juju y A Kiss in the Dreamhouse, junto a las pistas "Pulled to Bits" y "Eve White/Eve Black", que habían aparecido en ningún álbum de la banda. Además incluye una versión en directo de la canción de The Beatles "Dear Prudence", que ya habían lanzado previamente como sencillo ese mismo año.
Se lanzó una versión en DVD en 2006. Las pistas adicionales son: "Play At Home", un especial de televisión de 1983 TV, el videoclip de "Dear Prudence" y actuaciones extraídos del programa televisivo Old Grey Whistle Test.

## Lista de canciones
- Todas las canciones compuestas por Siouxsie and the Banshees excepto donde se indique lo contrario.

1. "Israel" (6:45)
2. "Dear Prudence" (Lennon-McCartney) (3:55)
3. "Paradise Place" (Sioux & Severin) (4:28)
4. "Melt!" (3:48)
5. "Cascade" (4:35)
6. "Pulled to Bits" (4:03)
7. "Night Shift" (6:27)
8. "Sin in My Heart" (3:31)
9. "Slowdive" (4:18)
10. "Painted Bird" (3:56)
11. "Happy House" (Sioux & Severin) (4:39)
12. "Switch" (6:35)
13. "Spellbound" (4:31)
14. "Helter Skelter" (Lennon-McCartney) (3:42)
15. "Eve White/Eve Black" (Sioux & Severin) (2:58)
16. "Voodoo Dolly" (8:42)

## DVD
1. "Israel"
2. "Cascade"
3. "Melt!"
4. "Pulled to Bits"
5. "Night Shift"
6. "Sin in My Heart"
7. "Painted Bird"
8. "Switch"
9. "Eve White/Eve Black"
10. "Voodoo Dolly"
11. "Spellbound"
12. "Helter Skelter"

### DVD adicional
1. Bonus 1 : Play At Home ( show de 45 minutos emitido por Channel 4, junto a The Creatures and The Glove)
2. Bonus 2 : Old Grey Whistle Test
3. Bonus 3 : Dear Prudence ( película promocional )

## Personal
- Siouxsie Sioux - voz, guitarra en "Sin In My Heart" and "Paradise Place".
- Steven Severin - bajo
- Budgie - batería, percusión.
- Robert Smith - guitarra
- Mike Hedges - productor
- Siouxsie and the Banshees - producción